# ICEYE
ICEYE — фінський виробник мікросупутників. Компанію створено 2014 року як підрозділ Університетського факультету радіотехнологій Університету Аалто та розташовано в Еспоо. Директором і співзасновником є Рафал Моджевскі.

## Історія
2015 року ICEYE продемонстрував, що радар із синтезованою апертурою можна використовувати для моніторингу небезпечних льодових об'єктів, таких як паковий лід. Того ж року, 1 вересня, ICEYE отримав грант у розмірі 2,4 мільйона євро від програми Європейського Союзу Horizon 2020 для малого та середнього бізнесу з метою «інтегрувати, протестувати та продемонструвати систему SAR ICEYE у її остаточному вигляді як мікросупутника з метою залучення приватних інвестицій для запуску».
У серпні 2017 року ICEYE залучила 13 мільйонів доларів США капіталу, в тому числі від Фінського фінансового агентства з інновацій.
У 2019 році засновники ICEYE та співробітники Аалто були нагороджені Фінською інженерною нагородою. У цитаті про нагороду це досягнення було названо «проривом у фінській космічній технології». Нагороду присуджують щорічно Academic Engineers and Architects in Finland TEK, головна профспілка та вчене товариство випускникам університетів у Фінляндії, і вона супроводжується грошовою премією у розмірі 30 000 євро.
У жовтні 2019 року ICEYE почав пропонувати комерційний доступ до своїх SAR-знімків із роздільною здатністю 1 метр і керував 3 супутниками SAR.
У грудні 2020 року ICEYE продала два супутники військово-повітряним силам Бразилії, ці супутники були запущені в травні 2022 року в рамках місії SpaceX Transporter-5.

## Супутники
12 січня 2018 року ракета PSLV-XL у рамках місії PSLV-C40 вивела ICEYE-X1 (також знаний як ICEYE POC1, COSPAR 2018-004D; де англ. POC, proof of concept означає «Доказ концепції») на орбіту з Космічного центру Сатіша Давана. ICEYE-X1 був першим супутником (70 кг) менше ніж 100 кг, щоб нести радар із синтезованою апертурою, і був першим фінським комерційним супутником.
Другий супутник ICEYE-X2 (також знаний як ICEYE POC2, COSPAR 2018-099AU) був виведений на орбіту 3 грудня 2018 року о 18:34 UTC ракетою SpaceX Falcon 9 Block 5. Запуск відбувся з Vandenberg, SLC-4E.
Третій корисний вантаж ICEYE X був запущений 5 травня 2019 року на ракеті Electron зі стартового комплексу Rocket Lab Launch Complex 1 у Новій Зеландії. Корисне навантаження під назвою ICEYE-X3 було інтегровано в супутник Harbinger (супутник також знаний як ICEYE X3, ICEYE POC3, COSPAR 2019-026E), прототип для перевірки концепції шиною зв'язку S-класу York Space Systems. Harbinger був запущений у рамках своєї демонстраційної місії, а корисне навантаження, інтегроване в супутник, включало ICEYE X3, корисне навантаження оптичних комунікацій BridgeSat і Enpulsion австрійської системи Field Emission Electric Propulsion. Запуск проводився як місія STP-27RD Програми космічних випробувань (STP) Командування космічної та протиракетної оборони армії США, яке спонсорувало запуск. У корисного навантаження радара ICEYE-X3 були проблеми зі зв'язком, пов'язані із шиною зв'язку. Як повідомляється, ці проблеми були вирішені.
Четвертий і п'ятий супутники ICEYE-X4 (ICEYE POC4, COSPAR 2019-038D) і ICEYE-X5 (ICEYE POC5, COSPAR 2019-038C) були запущені 5 липня 2019 року ракетою «Союз-2-1b» з майданчика 1S космодрому Восточний.
Наступний запуск відбувся 28 вересня 2020 року кораблем «Союз-2-1в» з Плесецька. Було виведено на орбіту супутники ICEYE-X6 і ICEYE-X7. 24 січня 2021 року три нові супутники (ICEYE-X8, ICEYE-X9 і ICEYE-X10) були запущені з мису Канаверал SLC-40 у рамках встановлення рекорду Falcon 9 Flight 106 (тобто Місія «Транспортер-1»). Один із них, ICEYE-X10, насправді є американською версією супутників ICEYE, розроблених компанією R2 Space для уряду США, і був перейменований на XR-1.
Співпраця між SpaceX і ICEYE продовжилася ще 6 супутниками, запущеними ракетами Falcon 9 Block 5, 4 супутники було запущено 6 червня 2021 року в рамках місії Transporter-2 (ICEYE-X11, ICEYE-X12, ICEYE-X13 і ICEYE-X15) та 2 супутники 13 січня 2022 року в рамках місії Transporter-3 (ICEYE-X14 та ICEYE-X16).
ICEYE, у співпраці з Європейським космічним агентством (ESA), намагається розгорнути групу з 18 мікросупутників, оснащених радарами із синтезованою апертурою. ICEYE використовує якомога більше комерційно доступних готових компонентів, попри підвищений ризик відмови обладнання.

## Україна
18 серпня 2022 року Сергій Притула повідомив, що 600 мільйонів гривень, зібраних у рамках акції Народний Байрактар, було витрачено на купівлю одного супутника ICEYE, який вже перебуває на орбіті, та оренду решти супутників компанії для потреб оборони України. Придбаний супутник робить 15 обертів навколо Землі за добу на сонячно-синхронній орбіті заввишки 500—600 км (над Україною пролітає двічі за добу). Використовує радар із синтезованою апертурою для спостереження за поверхнею Землі крізь хмарний покрив (також туман, дим), незалежно від рівня освітленості. Він дозволяє виявляти цілі розміром від 1 м (0,25 м за меншої площі фільмування). Один знімок може охоплювати територію до 15х15 км.
29 вересня 2022 року Міністр оборони України Олексій Резніков розповів деталі про використання супутника, який за його словами, повністю виправдав очікування:
|                                             | за перші два дні роботи супутника було виявлено понад 60 одиниць бойової техніки, яку ворог намагався замаскувати у лісосмугах та за іншими перешкодами. Її виявили тому, що супутники ICEYE збирають інформацію за технологією Synthetic aperture radar (SAR). Зазначену техніку було б дуже складно або неможливо помітити засобами оптичних супутників. Натомість координати «схованого» були оперативно передані для нанесення вогневого ураження. Зокрема, у районі н.п. Хрещенівка та Українка на Херсонщині, а також поблизу Новоселівки на Донеччині |
| — Олексій Резніков, Міністр оборони України | |

До переваг супутника міністр відніс наступне:
1. Україна отримала можливість комбінувати дані оптичних супутників від партнерів та дані SAR, що принципово збільшило здатність виявляти та наносити ураження російським окупантам. Супутники з технологією SAR стають особливо актуальними восени та взимку, коли погана погода, хмарність чи сніг. Для них немає різниці — день чи ніч.
2. Саме військові визначають, звідки і коли отримувати потрібні дані. Наразі здійснюється систематичний моніторинг основних районів ведення бойових дій на Півдні та Сході.
3. Відомості надходять від аналітиків до бойових підрозділів дуже швидко. Російським окупантам складніше приховувати свої наміри, це ще більше ускладнює їхню логістику[33].

20 вересня 2023 року, через рік після передання супутника Міністерству оборони України, у ГУР МОУ зробили заяву щодо ефективності супутника. За їх словами, він кожен день передає важливі розвіддані, що дозволяють уражати ворожі об'єкти. Зокрема, вони поділились знімками позицій ППО в Бєлгородській області та літаків на авіабазі «Дягілево», а також розповіли про вагому роль супутникових даних при ракетному ударі по Севморзаводу 14 вересня 2023 року.
26 червня 2024 року ГУР поділилося інформацією про важливість та результати роботи "народного супутника", запущеного за ініціативою Сергія Притули. Відтак, за два роки використання "народного супутника" та доступу до сузір'я супутників ICEYE, фахівці ГУР МО загалом зробили 4 173 знімки ворожих об'єктів, серед яких:
- 370 – аеродромів;
- 238 – позицій ППО та радіотехнічної розвідки;
- 153 – нафтобаз та складів пального;
- 147 – складів ракетного, авіаційного озброєння та боєприпасів;
- 17 – військово-морських баз.

Окрім того, як додали в розвідці, в об'єктиві супутника також перебувають пункти постійної дислокації ворожих сил, його полігони, військові містечка, центри мобілізаційного розгортання. У комплексі це дозволяє українським захисникам відстежувати динаміку рухів Росії з особовим складом, розкривати її воєнні наміри з метою їхнього зриву.
8 липня 2024 року Міноборони України повідомило, що підписало меморандум з одним із світових лідерів у галузі супутникових технологій фінською компанією ICEYE для поглиблення співпраці у сфері космічної розвідки.